# Serbia e Montenegro ai Giochi olimpici
La rappresentativa olimpica di Serbia e Montenegro rappresentò i due stati dal 2004 al 2006, anno in cui le due nazioni si separarono.

## Storia
Dopo la fine delle guerre jugoslave, la Repubblica Federale di Jugoslavia partecipò ai Giochi olimpici 1996 e ai Giochi olimpici 2000 con la sua bandiera e il suo nome, dei quali era stato proibito l'utilizzo nell'edizione di Barcellona 1992.
Nel febbraio 2003 la repubblica Federale di Jugoslavia cambiò nome, diventando Repubblica di Serbia e Montenegro e, ai Giochi della XXVIII Olimpiade, disputati ad Atene nel 2004, parteciparono 87 atleti in 14 discipline sportive (2 argenti conquistati).
Nel 2006, dopo l'indipendenza del Montenegro, ogni atleta disputò le manifestazioni sportive con la propria nazione.

## Medagliere storico
- Atene 2004 - due argenti
- Torino 2006 - nessuna medaglia